# Ovo (spectacle)

OVO

Pour les articles homonymes, voir OVO.
Ovo, est un spectacle de tournée du Cirque du Soleil mis en scène et chorégraphié par Deborah Colker et dont la première a eu lieu à Montréal le 23 avril 2009. Il s'agit de la 25e grande production de la compagnie qui célèbre également ses 25 ans en 2009.

## Conception

### Équipement
Le spectacle nécessite 55 camions-remorques pour transporter ses quelque 900 tonnes d'équipements. Une semaine est nécessaire pour le montage du site, deux jours pour le démontage.

### Scénographie
La scène de Ovo est composée de divers éléments et inspirée du monde des insectes. Il s'y trouve un œuf haut de sept mètres, large de huit mètres et demi, de la glace sèche évoquant une chute d’eau ou la rosée du matin, un mur de dix neuf mètres de haut sur neuf de large, sur le sol des trampolines et enfin des perches de quarante kilos représentant des pissenlits.

## Spectacle

### Thème du spectacle
Le spectacle s'inspire du monde des insectes : un œuf tombe au milieu de leur monde et devient l'objet de toutes les attentions.

### One Drop
Colker a réalisé cette production autour du thème des insectes à la suite de la demande de Guy Laliberté, qui désirait un spectacle mettant en évidence son intérêt pour l'environnement. D'ailleurs, le 23 août 2009, après le dernier spectacle donné à Québec, les spectateurs ont été transportés à une soirée-bénéfice organisée par Laliberté pour sa fondation One Drop. La soirée a permis d'amasser 600 000 dollars canadiens dont la moitié sera versée à la fondation One Drop et l'autre, à la Fondation Jacques-Cartier.

### Numéros
- Acrosport : Agilité et force se mêlent dans ce numéro acrobatique réalisé par cinq artistes représentant des puces jaunes et rouges.
- Fourmis : Ce numéro où les fourmis cherchent leur nourriture est un numéro de jonglage avec les pieds (c’est-à-dire antipodisme) où les balles sont remplacées par des kiwis et des maïs géants.
- Creatura : Cette créature (un mélange d’insecte et de ressort) livre une chorégraphie étrange.
- Diabolo : Numéro où l’artiste jongle avec plusieurs diabolos en même temps et où ces derniers sont projetés très haut.
- Numéro volant : Banquine et balançoire russe sont au programme de ce numéro volant, gracieux et.
- Équilibre sur canne : Les tiges d’une plante remplacent les cannes dans ce numéro d’équilibre adroit où l’artiste (une libellule) passe d’une canne à l’autre grâce à une grande agilité.
- Duo corde lisse : Les artistes représentent deux papillons s’entremêlant, et volant d’une corde à l’autre.
- Fil de fer mou : Un artiste représentant une araignée exécute un numéro de fil à 4,5 mètres du sol. Des difficultés sont rajoutées avec le fil qui monte et descend pendant le numéro, ou encore l’artiste pédalant avec ses mains sur un monocycle.
- Trampoline : Le sol sert de trampolines pour une vingtaine d’artistes qui exécutent des figures et s’accrochent au mur de 8 mètres de haut.

### Personnages
Le casting d’Ovo comprend cinquante trois artistes, venant de treize pays différents. Il y a différents personnages, mais les trois principaux sont Master Flipo, (le monsieur loyal) « the foreigner », (une sorte de mouche étrangère au monde apportant avec elle l’œuf mystérieux) et enfin la Coccinelle (qui apporte la joie dans ce monde et qui tombe amoureuse du « Foreigner »).
Mais il y a aussi des libellules, des araignées, des puces, des fourmis, des papillons, des moustiques, des scarabées, des criquets, des cafards et pour terminer, la créature. 

### Costumes
La conceptrice des costumes d’Ovo, Liz Vandal voulait rendre hommage au monde des insectes, un monde qu'elle affectionne particulièrement et ne pas le parodier. C’est pourquoi les costumes qui s’inspirent des insectes ne sont pas ridicules ni grossier, mais colorés, amusants et surtout qui ne font qu’un avec les artistes, et ne les gênent pas dans leurs mouvements. 
Certains artistes ont deux versions de leurs costumes, un rigide, et une autre flexible et léger pour leurs performances.

## Tournée

### Plan de tournée
Comme à son habitude depuis 1999 (avec Dralion), le Cirque du Soleil a lancé la tournée d'OVO en débutant par les trois villes canadiennes de Montréal, Québec et Toronto. Par la suite, le spectacle se dirigera vers les États-Unis (Californie).
Tournée 2009-2010 :
- Montréal, Canada – Du 23 avril au 19 juillet 2009 (la première)
- Québec, Canada – Du 30 juillet 2009 au 23 août 2009
- Toronto, Canada – Du 3 septembre 2009 au 1er novembre 2009
- San Francisco, États-Unis – Du 27 novembre 2009 au 24 janvier 2010
- San Jose, États-Unis – Du 4 février 2010 au 21 mars 2010
- New York, États-Unis – Du 9 avril 2010 au 6 juin 2010
- Hartford, États-Unis – Du 17 juin 2010 au 11 juillet 2010
- Boston, États-Unis – Du 22 juillet 2010 au 29 août 2010
- Washington, États-Unis – Du 9 septembre 2010 au 24 octobre 2010
- Atlanta, États-Unis – Du 4 novembre 2010 au 2 janvier 2011

Tournée 2011 :
- Dallas, États-Unis – Du 28 janvier 2011 au 27 février 2011
- Houston, États-Unis – Du 10 mars 2011 au 10 avril 2011
- Cincinnati, États-Unis – Du 21 avril 2011 au 15 mai 2011
- Minneapolis, États-Unis – Du 26 mai 2011 au 19 juin 2011
- Chicago, États-Unis – Du 29 juin au 21 août 2011
- Calgary, États-Unis – Du 7 septembre 2011 au 9 octobre 2011
- Mexico City, Mexique – Du 30 octobre 2011 au 1er janvier 2012

Tournée 2012 :
- Santa Monica, États-Unis – Du 20 janvier 2012 au 15 mars 2012
- Portland, États-Unis – Du 5 avril 2012 au 13 May 2012
- Brisbane, Australie – À partir du 13 juillet 2012
- Sydney, Australie – À partir du 2 septembre 2012
- Melbourne, Australie – À partir du 5 décembre 2012

Tournée 2013 :
- Adelaide, Australie – À partir du 27 février 2013
- Perth, Australie – À partir du 13 avril 2013

### Popularité
Le spectacle a enregistré des records d'assistance à Montréal et Québec. Les 88 représentations montréalaises ont attiré environ 300 000 spectateurs alors que les 34 à Québec ont attiré environ 87 000 spectateurs.
Voici les critiques que l’on a pu lire vis-à-vis du spectacle : 
"OVO, Un régal pour les yeux, les oreilles et le cœur". La Presse, Montreal, 2 septembre 2009
"(…) les bestioles colorées du Cirque du Soleil, on les adopterait presque toutes et on savourerait leur grâce encore et encore". Le Soleil, Quebec, 2 septembre 2009